# Diana Žiliūtė
Diana Žiliūtė (Rietavas, 28 de mayo de 1976) Es una ciclista profesional retirada lituana.
Debutó como profesional a mediados de los años 1990, tras ganar el Campeonato del Mundo de ruta júnior en 1994. Alcanzó la cima del ciclismo femenino en 1998, año en el que ganó dos pruebas de la Copa del Mundo, el Campeonato del Mundo en Ruta y terminó como número 1 del Ranking UCI cuando aún no corría con ningún equipo profesional. En 1999 ganó la Grande Boucle. En 2000, logró la medalla de bronce en la prueba de ruta de los Juegos Olímpicos de Sídney.
Por sus logros, Žiliūtė recibió la Orden de Gediminas, un honor estatal lituano.

## Palmarés
| 1996 (como amateur) - 2.ª en el Campeonato Europeo en Ruta sub-23 - 1 etapa del Giro de Italia Femenino 1997 (como amateur) - Campeonato Europeo Contrarreloj sub-23 - 1 etapa del Giro de Italia Femenino 1998 (como amateur) - Ottawa - 1 etapa de la Women's Challenge - Campeonato Mundial de Ruta - 2.ª en el Campeonato Europeo en Ruta sub-23 - Campeonato Europeo Contrarreloj sub-23 - Ladies Tour Beneden Maas - Copa del Mundo - Ranking UCI 1999 - Grande Boucle - 3.ª en el Campeonato Mundial en Ruta 2000 - 2 etapas de la Women's Challenge - 1 etapa del Giro de Italia Femenino - Primavera Rosa - Gran Premio de Plouay - Copa del Mundo - 3.º en los Juegos Olímpicos en Ruta - Ranking UCI 2001 - 2.ª en el Giro de Italia Femenino, más 1 etapa 2002 - 3.ª en el Giro de Italia Femenino - 1 etapa de la Women's Challenge | 2003 - Trofeo Alfredo Binda-Comune di Cittiglio - GP della Liberazione - Vuelta a Nuremberg - 3 etapas de la Holland Ladies Tour 2004 - Campeonato de Lituania en Ruta - 2 etapas del Giro de Italia 2006 - GP della Liberazione - 3 etapas del Giro de Italia Femenino - Giro de San Marino, más 2 etapas - Campeonato de Lituania en Ruta - 5 etapas de La Route de France Féminine 2007 - Tour de Isla del Príncipe Eduardo, más 1 etapa - 2.ª en el Campeonato de Lituania en Ruta - 1 etapa del Tour Cycliste Féminin International de l'Ardèche - 1 etapa del Giro della Toscana Int. Femminile-Memorial Michela Fanini 2008 - 3 etapas de la Grande Boucle - 2.ª en el Campeonato de Lituania en Ruta - G. P. Carnevale d'Europa - 2 etapas del Tour Cycliste Féminin International de l'Ardèche 2009 - Campeonato de Lituania Contrarreloj - 2.ª en el Campeonato de Lituania en Ruta - 1 etapa de La Route de France Féminine - Trophée d'Or Féminin, más 3 etapas - Giro della Toscana Int. Femminile-Memorial Michela Fanini |

## Equipos
- Acca Due O/Safi-Pasta Zara (1999-2009)
  - Acca Due O (1999)
  - Acca Due O-Lorena Camichie (2000)
  - Acca Due O-Lorena Camichi (2001)
  - Acca Due O Pasta Zara Lorena Camiche (2002-2003)
  - Safi-Pasta Zara-Manhattan (2004-2008)[1]
  - Safi-Pasta Zara-Titanedi (2004-2009)